# Ультрамарафон Сідней—Мельбурн
Ультрамарафон Сідней—Мельбурн — щорічний ультрамарафон, що проводився з 1983 до 1991 року. Його спонсором була Westfield Group, старт давався в торговому центрі Вестфілд Парраматта і фініш в торговому центрі Westfield Doncaster (раніше відомому як «Doncaster Shoppingtown»).

## Історія
Захід вважався одним з найскладніших у світі. Його дистанція змінювалася від 864 км 1983 року до 1060 км 1987 року. Особливо примітно було те, що в 1983 році його виграв Кліфф Янґ, майже невідомий 61-річний фермер і ультрамарафонець з Біч-Форест (Вікторія). Найкращий час показав Яніс Курос в 1989 році: 5д+02:27 (1011 км).
Того року, після перемог Куроса з великою перевагою, ввели гандикап. Всі учасники стартували об 11:00, Курос — о 23:00, через 12 годин. На наступний рік гандикап був знижений до 8 годин.
Останній забіг передбачав призовий фонд ($ 60 000 за перше місце), систему гандикапів і зміну траси. Пробіг припинили проводити, коли Westfield Group відкликала свою підтримку. Анонс на 1992 рік передбачав загальний призовий фонд $ 100 000.

## Результати (чоловіки)

### 1983
27.04.-05.05.1983 864 км
1. Кліфф Янґ: 5д+15:04
2. Джордж Пердон: 6д+01:00
3. Сіґґі Бауер: 6д+05:00

### 1984
27.04.-03.05.1984 875 км
1. Джефф Моллой: 6д+04:02
2. Джон Хьюз: 6д+06:00
3. Вол МакКрорі: 6д+16:21

### 1985
12.-27.04.1985 960 км
1. Яніс Курос: 5д+05:07
2. Сіґґі Бауер: 6д+05:46
3. Брайян Блумер: 6д+17:20

### 1986
02.-11.05.1986 1005
1. Душан Мравльє[sl]: 6д+12:38
2. Брайян Блумер: 7д+04:53
3. Патрік Мейк: 7д+13:02

### 1987
26.03.-05.04.1987 1060 км
1. Яніс Курос: 5д+14:47
2. Патрік Мейк: 6д+17:21
3. Дік Таут: 6д+22:19

### 1988
17.-25.03.1988 1016 км
1. Яніс Курос: 5д+19:14
2. Дік Таут: 6д+11:18
3. Душан Мравльє: 6д+4:10

### 1989
18.-26.05.1989 1011 км
1. Яніс Курос: 5д+02:27
2. Девід Стандевен: 5д+13:55
3. Кевін Менселл: 5д+22:59

### 1990
17.-25.05.1990 1006 км
1. Яніс Курос: 5д+23:55
2. Брайян Сміт: 6д+09:45
3. Пітер Квірк[en]: 6д+11:40

### 1991
15.-24.05.1991 1011 км
1. Брайян Сміт: 6д+12:50 (гандикап 24 години)
2. Тоні Коллінз: 7д+04:17 (гандикап 12 годин)
3. Ендрю Лоу: 7д+09:32 (гандикап 12 годин)
4. Моріс Тейлор: 6д+23:22 (гандикап 24 години)
5. Кевін Менселл: 7д+02:26 (гандикап 24 години)